# Brendan Dooling
Brendan Dooling (né le 27 janvier 1990  à New York) est un acteur américain. Il est surtout connu pour son rôle de Walt Reynolds dans la série dramatique The Carrie Diaries.

## Filmographie

### Cinéma
- 2011: An Elf's Story : The Elf on the Shelf - Chippy
- 2012: Somewhere Road - Wylee
- 2013 : Défendu (Breathe In) de Drake Doremus - Ryan
- 2013: Paranoia - Dylan Goddard

### Télévision
- 2011–2014: Chuggington - Skylar (6 épisodes)
- 2012: Unforgettable - Frat boy #2 ("Brotherhood")
- 2013–2014: The Carrie Diaries - Walter "Walt" Reynolds (l'un des personnages principaux ; 22 épisodes)